# Петров Іван Михайлович
Іван Михайлович Петров (15 жовтня 1914, село Верхов'є Олонецького повіту Олонецької губернії, тепер Карелія, Російська Федерація — 20 березня 1985, місто Петрозаводськ, тепер Карелія, Російська Федерація) — радянський державний діяч, 2-й секретар ЦК КП Карело-Фінської РСР. Депутат Верховної ради СРСР 4-го скликання.

## Біографія
Народився в багатодітній селянській родині. У 1935 році закінчив Петрозаводський сільськогосподарський технікум за спеціальністю «гідротехнік-меліоратор».
У 1935—1939 роках — меліоратор Народного комісаріату землеробства Карельської АРСР, меліоратор в Олонецькому районі Карельської АРСР.
У 1939—1940 роках — секретар Олонецького районного комітету ВЛКСМ Карельської АРСР.
Член ВКП(б) з 1940 року.
У 1940—1944 роках — секретар ЦК ЛКСМ Карело-Фінської РСР.
У 1944—1946 роках — секретар Президії Верховної ради Карело-Фінської РСР.
У 1946—1949 роках навчався у Вищій партійній школі при ЦК ВКП(б) у Москві.
У 1949—1950 роках — керуючий справами Ради міністрів Карело-Фінської РСР.
У 1950 — серпні 1952 року — міністр радгоспів Карело-Фінської РСР.
У серпні 1952 — 14 січня 1956 року — 2-й секретар ЦК КП Карело-Фінської РСР.
Із січня до липня 1956 року — заступник голови Президії Верховної ради Карело-Фінської РСР.
У 1956 — травні 1959 року — міністр культури Карельської АРСР.
У 1959—1984 роках — директор Державної публічної бібліотеки Карельської АРСР.
З 1984 року — персональний пенсіонер у місті Петрозаводську.
Помер 20 березня 1985 року в Петрозаводську.

## Нагороди
- орден Дружби народів (1981)
- медаль «За доблесну працю у Великій Вітчизняній війні 1941—1945 рр.»
- медаль «За трудову відзнаку» (1947)
- медаль «За доблесну працю. В ознаменування 100-річчя з дня народження Володимира Ілліча Леніна» (1970)
- Почесні грамоти Президії Верховної ради Карело-Фінської РСР (1944, 1954, 1964)
- Заслужений діяч культури Карельської АРСР (1974)